# مسجد البيان البليغ
مسجد البيان البليغ (بالاندونيسية: Masjid Bayan Beleq) هو مسجد يقع في لابوان لومبوك في قرية بيان شمال لومبوك ريجنسي، غرب نوسا تينجارا، يبعد المسجد من حوالي 80 كم من العاصمة الإقليمية لنوسا تنقارا الغربية وهي ماتارام.

## التاريخ
على الرغم من أن شكل المسجد بسيط، ولكن مسجد البيان البليغ له سمة مميزة والتي أصبحت واحدة من المواقع التاريخية في إندونيسيا. بني المسجد في القرن السابع عشر، ويبلغ متوسط أعمار المسجد أكثر من 300 سنة، حي بيان هي واحدة من بوابات الدخول للإسلام في جزيرة لومبوك .

## العمارة
شكل المسجد لا يختلف كثيرا من المنازل المحيطة به، الشكل لببسيط يجعل من السهل ايجاد المسجد والعثور عليه، المسجد لديه حجم ومساحة تبلغ 9 متر في 9 متر، أي أن المساحة الاجمالية للمسجد تبلغ 81 متر مربع، جدران المسجد منخفضة ومصنوعة من الخيزران المنسوج، سقف المسجد على شكل ألواح متداخلة تتكون من الخيزران، بينما يتكون الطابق من الحجر، وفي الوقت نفسه، وضعت أرضية المسجد من الطين الذي تمت تغطيته من الحصير والقصب، في زوايا الغرفة هناك أربع ركائز أساسية تدعم بناء وثبات المسجد، هذه الركائز صنعة من الخشب الأسطواني ومن الكاكايا، داخل المسجد هناك أيضا طبل خشبي الذي علق على سطح المسجد، في مسجد البيان البليغ هناك ضريح واحد لواحد من أوئل الدعاة والمبلغين والمبشرين بالإسلام في المنطقة وهو عبد الرزاق غواس. وعلاوة على ذلك في الجبهة الخلفية اليسرى واليمنى للمسجد هناك نوعان من الأكواخ الصغيرة، في الكوخ هناك مقابر لشخصيات دينية ساعدت في بناء المسجد والرعاية من البدايات .